# Secrets (сингл Van Halen)
«Secrets» (с англ. — «Секреты») — пятнадцатый в общем и третий с альбома Diver Down сингл американской хард-рок группы Van Halen, вышедший в мае 1982 года на лейбле Warner Bros. в формате 7-дюймовой пластинки со скоростью вращения 45 оборотов в минуту. Авторами песни числятся все участники квартета. На альбоме появляется четвёртой по счёту композицией, вслед за инструменталом «Cathedral», который часто воспринимается как вступление к «Secrets». Песня была выпущена преимущественно в качестве промосингла в США и Канаде, но часть тиража поступала в продажу. Сингл поднялся до 22 места в чарте Billboard Rock Albums & Top Tracks.

## О сингле
Слова к песне были написаны вокалистом группы Дэйвом Ли Ротом под впечатлением поздравительных открыток, которые он раздобыл в Альбукерке, Нью-Мексико, в конце 1980 или в самом начале 1981 года. Открытки были заполнены текстами в стиле американской индейской поэзии, строками в духе «Пусть ваши мокасины оставляют счастливые следы на летних снегах». Первым названием этого трека было «Lookin' Good». Эдди Ван Хален изначально планировал включить песню в предыдущий альбом Fair Warning, но на момент его записи остальные музыканты группы выступили против этого.
Наряду с остальными песнями Diver Down, «Secrets» была записана в лос-анджелесской студии Sunset Sound. Продюсированием занимался Тед Темплман, сведением — Донн Ланди. По воспоминаниям Эдди Ван Халена, при записи песни он пользовался 12-струнным грифом двухгрифовой модели Gibson, которую использует Джимми Пейдж. При игре гитарист работал медиатором. Гитарное соло было записано с первого дубля. Эдди: «Я немного расслабился, и это соответствовало песне».
В 1982—1983 годах «Secrets» неоднократно исполнялась на концертах с Дэвидом Ли Ротом во время Hide Your Sheep Tour, но никогда не исполнялась на концертах с Сэмми Хагаром. На полноформатном альбоме ей предшествует песня «Cathedral», как вступление. На концертах «Secrets» тоже исполнялась вместе с «Cathedral».
Он записал «Big Bad Bill», включил нам её. Мы начали тупо ржать, а Дэйв: «Это — клёво! Давайте сделаем это! Эй, давай пригласим твоего старика сыграть на кларнете». Мы ответили: «Конечно!»
Это было так смешно, поскольку я не мог просто взять и сыграть эту песню для вас. Я должен был прочитать её, в ней было столько аккордов, что я их просто не мог запомнить. И вот уже мой отец сидит в кресле слева от меня, перед ним пюпитр, а я сижу рядом с ним с листом бумаги на пюпитре. Майк тоже был там, играл на акустической бас-гитаре… Мы прекрасно провели время. Это смотрелось словно старые сессии звукозаписи 1930-х или 1940-х… Мой отец давно уже не играл, поскольку лет за 10 до этого потерял средний палец левой руки. Он нервничал, а мы ему говорили: «Ян, давай просто повеселимся. Мы тоже совершаем ошибки! Это то, что делает нас настоящими!». Мне нравится то, что он сделал, он перенёсся на десятилетие назад, когда курил и играл джаз. Он сыграл именно то, что нам было надо.
На стороне Б была размещена ещё одна композиция с лонгплея — «Big Bad Bill (Is Sweet William Now)», современная интерпретация джазовой классики Милтона Эйджера и Джека Йеллена, впервые прозвучавшей в водевиле 1924 года. Идея записать кавер-версию пришла Дэйву Ли Роту после того, как он услышал её в трансляции одной из кентуккийских радиостанций в своём Walkman. Вокалист группы гостил у своего отца дома, мелодия пришлась по душе музыканту, но сигнал станции из Луисвилла был слабоват и, чтобы поймать его и, в конечном итоге, записать, Дэйв перемещался по своей спальне в поисках точки, где связь была лучше. После чего продемонстрировал результат коллегам по группе и убедил их заняться кавер-версией. Для воссоздания атмосферы 1940-х годов при записи трека группа использовала один единственный микрофон. Эдди работал с Gibson с полым корпусом, а Майк Энтони — гитарроном, подобным тем, с которыми выступают ансамбли мариачи. Следуя джазовым стандартам, Алекс играл барабанными щётками. Это единственная песня Van Halen, в которой участвовал отец Алекса и Эдди — Ян Ван Хален, сыграв на кларнете.
Сингл выпускался в двух соседних странах: США и Канаде. В США за выпуск отвечала компания Warner Bros., в Канаде — местное подразделение Warner-Elektra-Atlantic: WEA Music of Canada, Ltd. Пластинка позиционировались первую очередь как промосингл, поэтому имела аскетичное оформление: одноцветный бумажный конверт с символикой выпускающих компаний. Версии сингла для продажи отличались отсутствием грифа «Promotion. Not for Sale» на наклейках диска, каталожные номера при этом не менялись (7-29929 — в США и 92 99297 — в Канаде).
«Secrets» поднялся до 22 места в чарте Billboard Rock Albums & Top Tracks.

## Восприятие
С годами отношение музыкальных критиков к самому альбому и наполняющим его песням менялось. Если изначально, в 1982 году, лёгкость (даже легкомысленность) композиций, чрезмерное количество кавер-версий и недостаток собственного материала ставились группе в упрёк, то в ретроспективных рецензиях XXI века это же самое ставилось им в достоинство. Так Парк Патербо из Rolling Stone называл «Big Bad Bill (Is Sweet William Now)» явно необязательным на диске, а Роберт Кристгау посчитал, что лучше бы эту песню сыграла более перспективная группа.
Спустя годы критики сменили гнев на милость. И вот уже авторитетный американский эссеист Чак Клостерман называет сам диск, как «самый обаятельный продукт» группы, а вышеупомянутую кавер-версию — «безнадёжно очаровательной». «Хэйтеры Diver Down укажут на этот трек, как подтверждение того, что весь проект был пустой тратой не столь драгоценного времени каждого, — пишет Клостерман, — но это всё равно что злиться на Пола Маккартни за то, что он сделал кавер на песню «Till There Was You». Это не альбом Pantera. Нет причин убивать песню только потому, что она красивая». В том же стиле оправдывал присутствие «Big Bad Bill (Is Sweet William Now)» на пластинке и сам Дэйв Ли Рот: «Я считаю, что это отличная песня. И эта нить проходит через всю музыку Van Halen и все наши альбомы с самого начала, с «Ice Cream Man». Я играл на акустической гитаре подобные песни довольно долго, ещё до того, как присоединился к Van Halen. Это — музыка. Почему я должен заниматься хедбэнгингом в каждой песне, на абсолютно каждом альбоме? Я не думаю, что у аудитории такой дефицит творческих способностей или воображения».
Говоря о «Secrets», Клостерман называет её лаунж-роком, который не в состоянии утомить слушателя. Ему вторит редактор онлайн-сервиса AllMusic Том Эрлевайн: «Благозвучная «Secrets» демонстрирует самый мягкий подход, который когда-либо записывала группа». Пол Эллиотт из Classic Rock заключает: «„Secrets“ — наимилейшая вещь, когда-либо записанная Van Halen».

## Список композиций
| №  | Название  | Автор(ы)                                                    | Длительность |
| -- | --------- | ----------------------------------------------------------- | ------------ |
| 1. | «Secrets» | Эдди Ван Хален, Алекс Ван Хален, Майкл Энтони, Дэвид Ли Рот | 3:23         |

| №  | Название                              | Автор(ы)                   | Длительность |
| -- | ------------------------------------- | -------------------------- | ------------ |
| 1. | «Big Bad Bill (Is Sweet William Now)» | Милтон Эйджер, Джек Йеллен | 2:44         |

## Участники записи
| - Дэвид Ли Рот — вокал - Эдди Ван Хален — электрогитара, бэк-вокал - Майкл Энтони — бас-гитара, бэк-вокал - Алекс Ван Хален — ударные дополнительный персонал - Ян Ван Хален — кларнет на «Big Bad Bill (Is Sweet William Now)» | Технический персонал - Тед Темплман — продюсирование - Донн Ланди — звукорежиссёр |

## Позиции в хит-парадах
| Название чарта                     | Наивысшая позиция | Пребывание в чарте | Источник(и) |
| ---------------------------------- | ----------------- | ------------------ | ----------- |
| Billboard Rock Albums & Top Tracks | 22                | 7 недель           | [ 10 ]      |